# Jaridih Bazar
Jaridih Bazar là một thị trấn thống kê (census town) của quận Bokaro thuộc bang Jharkhand, Ấn Độ.

## Nhân khẩu
Theo điều tra dân số năm 2001 của Ấn Độ, Jaridih Bazar có dân số 30.091 người. Phái nam chiếm 54% tổng số dân và phái nữ chiếm 46%. Jaridih Bazar có tỷ lệ 64% biết đọc biết viết, cao hơn tỷ lệ trung bình toàn quốc là 59,5%: tỷ lệ cho phái nam là 73%, và tỷ lệ cho phái nữ là 53%. Tại Jaridih Bazar, 14% dân số nhỏ hơn 6 tuổi.